# Abderitidae
Abteritidae é uma família de marsupiais fósseis encontrados por Florentino Ameghino nas formações do terciário da Patagônia. Simpson (1945) a considera como uma subfamília da Caenolestidae, entretanto McKenna e Bell (1997) e Dumont et al. (2000) conservam-na como uma família distinta.

## Classificação
- Família Abderitidae Ameghino, 1889
  - Gênero Pitheculites Ameghino, 1902
    - Pitheculites minimus Ameghino, 1902 [=Eomanodon multitubercularis Ameghino, 1902b; Micrabderites williamsi Simpson, 1932]
    - Pitheculites chenche Dumont e Bown, 1997
    - Pitheculites torhi Marshall, 1990

  - Gênero Abderites Ameghino, 1887
    - A. meridionalis Ameghino, 1887
    - A. crispus Ameghino, 1902
    - A. pristinus Marshall, 1976